# Mexitettix bayoami
Mexitettix bayoami är en insektsart som beskrevs av Otte, D. 2007. Mexitettix bayoami ingår i släktet Mexitettix och familjen gräshoppor. Inga underarter finns listade i Catalogue of Life.